# Czerłena
Czerłena (ukr. Черлена) – rzeka na Ukrainie, przepływająca przez rejon chocimski i nowosielicki obwodu czerniowieckiego. Lewy dopływ Prutu w dorzeczu Dunaju.

## Opis
Czerłena ma 36 km długości, a jej zlewnia ma 366 km² powierzchni. Spadek rzeki wynosi 2,9 m/km. Dolina o szerokości do 2,5 km. Terasy o szerokości 200 m, położone symetrycznie po obu stronach (miejscami asymetrycznie). Koryto umiarkowanie rozczłonkowane, o szerokości do 5 m. Rzeka płynie w kierunku południowo-wschodnim i na południe. Wpada do Prutu, w pobliżu wsi Nowoiwankiwci.
Główne dopływy: 
- Orunda, Bodniz, Hłodos (prawe);
- Szczerbynci, Stalineszty (lewe).